# Colldeberri
Colldeberri és un coll a 1.337,9 m d'altitud situat en la carena que separa els termes de Senterada i del Pont de Suert (antic terme de Viu de Llevata).
És al nord de la Capcera i al sud del Pui de Canals, també al sud de Pinyana i al sud-oest de Cadolla.